# Håknagyl
Håknagyl är en sjö i Alvesta kommun i Småland och ingår i Mörrumsåns huvudavrinningsområde. Sjön är 3,4 meter djup, har en yta på 0,039 kvadratkilometer och är belägen 162 meter över havet.